# Voiles (Debussy)
Pour les articles homonymes, voir Voiles (constellation) et Voile.
Pour un article plus général, voir Préludes de Debussy.
Voiles est une composition musicale pour piano du compositeur français Claude Debussy, datée du 12 décembre 1909. Il s'agit de la deuxième pièce du Premier Livre des Préludes publiée en 1910. Le musicien prend soin de n'indiquer les titres de ses Préludes qu'en fin de morceau, entre parenthèses et après points de suspension, de façon à permettre à l'interprète de découvrir ses impressions propres sans être influencé par celles du compositeur. Les titres étaient choisis pour créer chez l'auditeur des associations d'images ou de sensations. Certains restent d'ailleurs équivoques : Voiles, par exemple, peut s'interpréter indifféremment au masculin ou au féminin. Pour autant, la question du sens est tranchée par certains auteurs, notamment Harry Halbreich, qui place Voiles dans le groupe des « paysages de mer » avec Ce qu'a vu le vent d'Ouest et La cathédrale engloutie, dans son acception de voile de navire, au féminin. Il décrit à ce propos une « évocation paisible [...] d'un soir au bord de la mer où de blanches voiles glissent sur une eau calme » mais nuance que la pièce évoquerait « une autre signification du mot voiles [...] due à l'usage [...] de la gamme par ton [...] » sans plus de précisions sur l'« autre signification du mot voiles ».

## Analyse musicale
À l'exception d'un chromatisme doux et localisé et d'un court passage pentatonique, la pièce entière utilise toute l'échelle de tons. 
La composition étudie l'intégralité de l'échelle des tons, à l'exception d'une brève section de six mesures dans l'échelle pentatonique . 
La structure de la pièce suit une forme ternaire (A – B – A '). A commence en m. 1 ; B commence en m. 42 ; et A ' commence en m. 48. Cette forme en trois parties est articulée par la structure dynamique : A et A ' n'ont qu'une dynamique douce (piano ou plus douce), tandis que B a une dynamique plus large du piano au fort. La section B se distingue également par un tempo plus rapide et une densité accrue des notes. Enfin, les sections A et A ' sont caractérisées par une gamme de tons entiers, tandis que la section B est caractérisée par une gamme pentatonique mineur en mi bémol. L'échelle des tons et la dynamique douce donnent aux sections A et A ' une ambiance mystérieuse et étrange. Dans la section B, la dynamique plus forte, le passage plus rapide et l'échelle pentatonique plus consonante et familière donnent à l'auditeur une pause dans le ton étrange, permettant un bref moment de clarté. 

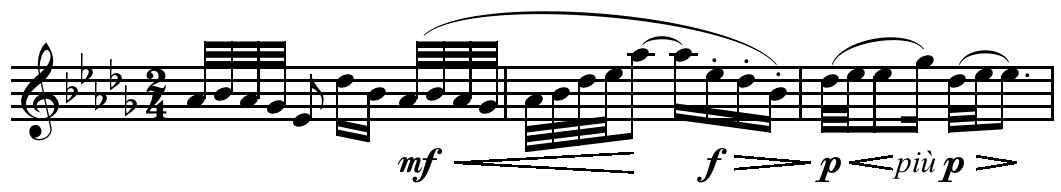
Échelle pentatonique dans Voiles de Debussy, Préludes, Livre I, no. 2, mm.43-45.

En interprétant le mouvement à la lumière des «voiles», l'atmosphère mystérieuse de la section A semble voilée. Le son plus clair et plus ouvert de la section B donne l'impression que le voile est enlevé, mais revient pour la section A '. Si l'on prend "voiles" comme une compréhension possible du titre, cela conduit à une image possible d'un navire entêté dans les sections A et A ', avec la section B plus claire, plus forte et plus lumineuse dénotant une mer plus ouverte et des voiles pleines de vent. Généralement cependant, il n'y a pas de structure claire dans laquelle la pièce s'intègre facilement ; ni la forme ternaire ni la forme binaire ne correspondent au style de la pièce. Certains musicologues[Qui ?] disent que la section pentatonique forme la partie B mais, en vérité, ce n'est pas assez clair pour affirmer qu'elle est définitivement ABA[réf. souhaitée]. D'autres soutiennent qu'elle suit une forme binaire arrondie plus que la forme ternaire en raison du fait qu'il y a une partie A, une partie B et puis un autre bit à la fin, concluant toutes ses idées.

## Galerie

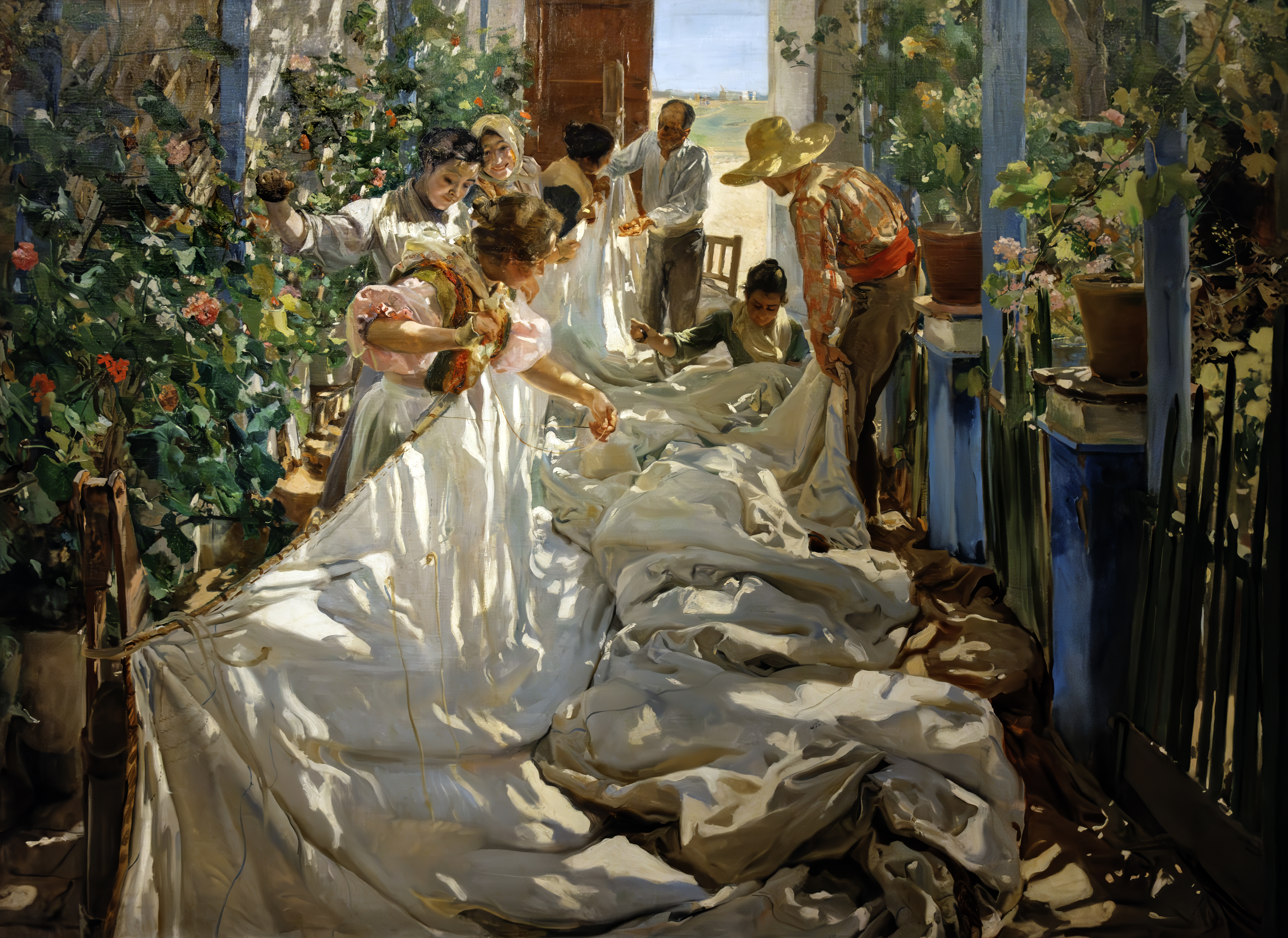
Cousant la voile, 1896, musée Sorolla (Madrid).
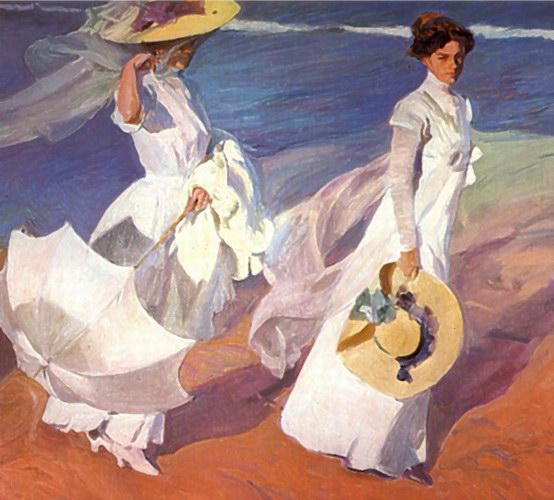
Promenade au bord de la mer, été 1909, musée Sorolla.

## Discographie sélective
- Debussy : Piano works Vol. 4, François-Joël Thiollier (piano), Naxos 8.553293, 1998[5].
- Debussy: Préludes, Steven Osborne (piano), Hyperion Records CDA 67530, 2006[6].
- Debussy : Complete Works for Piano, Volume 1, Jean-Efflam Bavouzet (piano), Chandos Records CHAN 10421, 2007[7].
- Debussy : The Solo Piano Works, Noriko Ogawa (piano), BIS Records CD 1955/56, 2012[8].
- Claude Debussy : The complete works, CD 3, Yuri Egorov (piano), Warner Classics, 2018[9].